# Sphaerodoropsis oculata
Sphaerodoropsis oculata är en ringmaskart som beskrevs av Fauchald 1974. Sphaerodoropsis oculata ingår i släktet Sphaerodoropsis och familjen Sphaerodoridae. Inga underarter finns listade i Catalogue of Life.